# Dictyna pictella
Dictyna pictella är en spindelart som beskrevs av Chamberlin och Willis J. Gertsch 1958. Dictyna pictella ingår i släktet Dictyna och familjen kardarspindlar. Inga underarter finns listade i Catalogue of Life.